# Accident d'un Douglas DC-3 au Sólheimasandur
L'accident d'un Douglas DC-3 au Sólheimasandur est l'atterrissage d'urgence d'un Douglas R4D-8 de l'United States Navy le 21 novembre 1973 en Islande, sur le Sólheimasandur (is), une plaine côtière du Sud du pays. La carcasse de l'avion est abandonnée sur place et constitue depuis un site touristique de cette région de l'Islande.

Vue panoramique des restes de l'appareil sur le Sólheimasandur avec en arrière-plan l'Eyjafjallajökull (à gauche) et le Mýrdalsjökull.

## Histoire
L'appareil venait d'acheminer du matériel militaire à l'aéroport de Hornafjörður pour la station radar de Stokksnes. Il est confronté au retour à un important dépôt de glace sur la carlingue qui l'alourdit et l'oblige à atterrir, ne pouvant plus maintenir son altitude de croisière. L'équipage choisit le Sólheimasandur (is) comme site et l'avion s'immobilise sur une rivière gelée dont la glace cède sous le poids de l'appareil.

## Postérité de l'épave
L'épave apparaît dans le documentaire Heima de Sigur Rós, dans le clip de la chanson Gerua (en) tirée du film Dilwale, dans le clip de la chanson I'll Show You (en) de Justin Bieber, et dans le film Bokeh.